# Надписи Ашоки
Надписи (эдикты) Ашоки — тридцать три сохранившиеся до нашего времени надписи, которые по приказу индийского царя Ашоки были нанесены в III веке до н. э. на стены пещер и каменные колонны, специально воздвигнутые для этой цели. Это наиболее ранний сохранившийся в Индии памятник письменности и первое достоверное свидетельство существования буддизма.
Загадочные тексты на брахми, подчас весьма развёрнутые, были обнаружены английскими колонизаторами на территории современных Пакистана и Индии. Дешифровку текстов выполнил в 1837 году английский учёный Джеймс Принсеп.
С точки зрения формы надписи следуют персидской традиции (см. бехистунская надпись), однако их содержание весьма своеобразно. Ашока — первый правитель в истории, который заявляет об отказе от завоевательных войн и от применения насилия в иных целях, нежели оборона своей страны.
Надписи сделаны на одном из пракритов (магадхи), использовалось письмо брахми. Несколько надписей сделаны на греческом и арамейском языках.

## Содержание
Круг вопросов, освещённых в эдиктах, довольно узок: принятие и распространение буддизма царём, нравственные и религиозные законы, забота царя о благополучии подданных и даже животных.
Надписи не говорят о содержании религиозных практик, сконцентрированы больше на социальной проблематике: ахимса (санскр. — ненасилие), гармоничность в регулировании социальных отношений, защита животных с позиции буддизма и др. дхармических религий.
Согласно эдиктам, принятию буддизма Ашокой предшествовали кровопролитная война с царством Калингой и последующее нравственное перерождение:
Спустя восемь лет после того, как любезный богам царь был помазан на царствование, благосклонно взирающий захватил Калингу. Сто пятьдесят тысяч человек было угнано оттуда, сто тысяч убито и много тысяч погибло. И теперь, после захвата Калинги, любимец богов усердно занимается проповедью учений Закона, любви к Закону. Печален любимец богов с тех пор, как завоевал Калингу. Ибо неизбежно захват ещё не покорённой страны сопровождается убийством, гибелью или угоном людей. И от этого терзают любимца богов печаль, горестные и тяжелые мысли.
Дхарма (нравственный и религиозный закон), по мнению Ашоки, заключается в доброте, щедрости, честности и целомудренности. Государь уделяет особое внимание исполнению судебной власти, с тем чтобы выносились справедливые решения, а судьи старались избегать жестоких наказаний:
За двадцать шесть лет моего правления двадцать пять раз, когда сразу многим заключённым была дарована свобода. Я желаю, чтобы везде и для всех закон был одинаков. Я даже даю три дня сроку осуждённым к смерти с тем, чтобы их родные могли успеть ходатайствовать о помиловании.
Ашока запретил убивать животных, не предназначенных для съедения (например, как жертву богам), ограничил число видов, которые можно было употреблять в пищу:
За двадцать шесть лет, прошедших со дня моей коронации, многие животные были взяты под защиту: попугаи, дикие утки, летучие мыши, черепахи, рыбы, белки, лани, дикие и домашние голуби и все четвероногие твари, не годные для еды; кормящие козы, овцы и свиньи; детёныши, не достигшие шести месяцев.